# Кардиналы-выборщики на Конклаве 1878 года
| Страна                                            | Количество выборщиков |
| ------------------------------------------------- | --------------------- |
| Италия                                            | 38                    |
| Франция                                           | 9                     |
| Австро-Венгрия                                    | 5                     |
| Испания                                           | 4                     |
| Соединённое королевство Великобритании и Ирландии | 3                     |
| Германская империя                                | 2                     |
| Бельгия, Португалия и США                         | 1                     |

Следующие кардиналы-выборщики участвовали в Папском Конклаве 1878 года. Список кардиналов-выборщиков приводятся по географическим регионам и в алфавитном порядке. Трое из этих шестидесяти четырёх выборщиков не участвовали в Конклаве: Годфруа Броссе-Сен-Марк, Пол Каллен и Джон Макклоски.
В Священной Коллегии кардиналов присутствовали следующие кардиналы-выборщики, назначенные:
- 4 — папой Григорием XVI;
- 60 — папой Пием IX.

## Римская Курия
1. Луиджи Амат ди Сан Филиппо и Сорсо, кардинал-епископ Остии и Веллетри, декан Коллегии кардиналов, вице-канцлер Святой Римской Церкви;
2. Руджеро Луиджи Эмидио Античи Маттеи, бывший титулярный латинский патриарх Константинопольский;
3. Фабио Мария Асквини, секретарь апостольских бреве;
4. Доменико Бартолини, кардинал-священник с титулярной церковью Сан-Марко;
5. Джузеппе Берарди, бывший министр торговли и общественных работ Папской области;
6. Луиджи Бильо, C.R.S.P., кардинал-епископ Сабины, великий пенитенциарий;
7. Люсьен-Луи-Жозеф-Наполеон Бонапарт, кардинал-священник с титулярной церковью Санта-Пуденциана;
8. Эдоардо Борромео, префект Священной Конгрегации Фабрики Святого Петра, архипресвитер патриаршей Ватиканской базилики;
9. Филиппо Мария Гвиди, O.P., кардинал-епископ Фраскати, префект Священной Конгрегации церковного иммунитета и юрисдикционных споров;
10. Эдуард Генри Говард, кардинал-священник с титулярной церковью Санти-Джованни-э-Паоло;
11. Густав Адольф фон Гогенлоэ-Шиллингсфюрст, кардинал-священник с титулярной церковью Санта-Мария-ин-Траспонтина;
12. Бартоломео Д’Аванцо, кардинал-священник с титулярной церковью Санта-Сусанна;
13. Антонио Саверио Де Лука, префект Священной Конгрегации Индекса;
14. Камилло ди Пьетро, кардинал-епископ Порто и Санта Руфина, вице-декан Коллегии кардиналов;
15. Пьетро Джаннелли, председатель Верховного совета общественных дел;
16. Просперо Катерини, префект Священной Конгрегации Собора, кардинал-протодьякон;
17. Флавио III Киджи, архипресвитер патриаршей Латеранской базилики;
18. Доменико Консолини, бывший префект экономии Священной Конгрегации Пропаганды Веры и председатель Преподобной Палаты Богатства Святого Престола;
19. Томмазо Мария Мартинелли, O.E.S.A., префект Священной Конгрегации Обрядов;
20. Теодольфо Мертэль, префект Верховного Трибунала Апостольской Сигнатуры;
21. Карло Луиджи Морикини, кардинал-епископ Альбано;
22. Лоренцо Нина, префект экономии Священной Конгрегации Пропаганды Веры и председатель Преподобной Палаты Богатства Святого Престола и префект Священной Конгрегации образования;
23. Луиджи Орелья ди Санто Стефано, префект Священной Конгрегации индульгенций и священных реликвий;
24. Бартоломео Пакка младший, бывший префект Папского Дома;
25. Антонио Мария Панебьянко, O.F.M.Conv., бывший великий пенитенциарий;
26. Антонио Пеллегрини, кардинал-священник с титулярной церковью Санта-Мария-ин-Аквиро;
27. Джоаккино Печчи, камерленго, архиепископ-епископ Перуджи (был избран папой римским и выбрал имя Лев XIII);
28. Жан-Батист-Франсуа Питра, O.S.B., библиотекарь и архивист Святого Престола;
29. Лоренцо Иларионе Ранди, кардинал-дьякон с титулярной диаконией Санта-Мария-ин-Козмедин;
30. Карло Саккони, кардинал-епископ Палестрины, апостольский про-датарий;
31. Энеа Сбарретти, кардинал-дьякон с титулярной диаконией Санта-Мария-ад-Мартирес;
32. Джованни Симеони, государственный секретарь Святого Престола, префект Священной Конгрегации чрезвычайных церковных дел, префект Апостольского дворца и администратор наследия Святого Престола;
33. Инноченцо Феррьери, камерленго Священной Коллегии кардиналов, про-префект Священной Конгрегации по делам епископов и монашествующих;
34. Алессандро Франки, префект Священной Конгрегации Пропаганды Веры и Восточных обрядов;
35. Фредерик де Фаллу де Кудре, кардинал-дьякон с титулярной диаконией Санта-Агата-алла-Субурра;
36. Иоганн Баптист Францелин, SJ, папский богослов.

## Европа

### Италия
1. Антонио Бенедетто Антонуччи, епископ Анконы и Уманы;
2. Франческо Саверио Апуццо, архиепископ Капуи;
3. Луиджи ди Каносса, епископ Вероны;
4. Доменико Карафа делла Спина ди Траэтто, архиепископ Беневенто;
5. Раффаэле Монако Ла Валлетта, генеральный викарий Рима;
6. Винченцо Моретти, архиепископ Равенны;
7. Лючидо Мария Парокки, архиепископ Болоньи;
8. Луиджи Серафини, епископ Витербо.

### Франция
1. Анри-Мари-Гастон де Буанорман де Боншоз, архиепископ Руана;
2. Годфруа Броссе-Сен-Марк, архиепископ Ренна (не участвовал в Конклаве);
3. Жозеф-Ипполит Гибер, O.M.I., архиепископ Парижа;
4. Франсуа-Огюст-Фердинан Донне, архиепископ Бордо;
5. Луи-Мари Каверо, архиепископ Лиона;
6. Рене-Франсуа Ренье, архиепископ Камбре;

### Австро-Венгрия
1. Иоганн Рудольф Кучкер, архиепископ Вены;
2. Йосип Михайлович, архиепископ Загреба;
3. Фридрих Иоганн Йозеф Целестин цу Шварценберг, архиепископ Праги, кардинал-протопресвитер;
4. Янош Шимор, архиепископ Эстергома.

### Испания
1. Франсиско де Паула Бенавидес-и-Наваррете, патриарх Западной Индии;
2. Мануэль Гарсия-и-Хиль, O.P., архиепископ  Сарагосы;
3. Хуан де ла Круз Игнасио Морено-и-Майсонаве, архиепископ Толедо;
4. Мигель Пайя-и-Рико, архиепископ Сантьяго-де-Компостелы.

### Германская империя
1. Мечислав Халька Ледуховский, архиепископ Гнезно и Познани.

### Португалия
1. Игнасиу ду Нашсименту де Мораиш Кардозу, патриарх Лиссабона.

### Бельгия
1. Виктор-Огюст-Изидор Дешам, архиепископ Мехелена.

### Соединённое королевство Великобритании и Ирландии
1. Пол Каллен, архиепископ Дублина;
2. Генри Мэннинг, архиепископ Вестминстера.

## Северная Америка

### США
1. Джон Макклоски, архиепископ Нью-Йорка (не участвовал в Конклаве).